# 琴山河合博士旌功碑
琴山河合博士旌功碑為1931年河合鈰太郎去世之後，其門生、友人為紀念其對開發阿里山林業資源及建設阿里山鐵路之貢獻，在1933年2月3日於阿里山揭幕之碑。該碑於2009年被指定為縣定古蹟。
此碑正面銘刻日本哲學者西田幾多郎的揮毫「琴山河合博士旌功碑」九字，側面刻年代，碑陰刻立碑緣由。而旌功碑背面之碑文由京都帝國大學文學博士鈴木虎雄撰作、書寫。有說法指該碑上之文字中，「博」字右上少一點，而「功」右邊之「力」字被改為「刀」是因為河合鈰太郎謙沖不敢居功之故。臺灣生態旅遊工作者賴鵬智則認為這純是漢字書法字體字形的表現，是異體字，不是錯字，也非坊間「傳說」河合博士謙虛不居功之故。

## 碑碣原文
碑陽：
琴山河合博士旌功碑
碑陰（原文無標點符號）：
臺灣島中央新高之山，一支西出為阿里群山焉。其西距嘉義十八里。拔海六千尺以上，地凡東西二里，南北五里。下方所藏櫧楠之材一千一百萬石，上方扁柏紅檜一千萬餘石。檜柏徑大者二十餘尺，小者不下二、三尺，樹齡久者或二千年矣。明治卅二年，臺南縣技手小池三九郎始知其所在，報之督府，民政長官後藤君新平有意開山。卅六年，東京帝國大學教授林學博士琴山河合先生應聘而來，設方經營山林。會日露役，財用匱諍，令藤田組攝行之，有故中止。四十三年四月，督府繼工，至大正四年告竣。六年三月，河合先生薨于東京。於是故舊門生相謂曰：「初山有異材而不顧，今巖崖澗壑循以鐵路，架以索道，伐斯集，集斯度。運自危巔，下之平地，然後泛海輸之四方者，年材二十萬石，價二百萬圓。隨伐隨栽，輪流無已；內外巨構，取材于此；諸方林業，此為其模範。況祕境一闢，高居爽涼；山水雄壯，人樂登眺；聲教所暨，化被蕃族。凡斯數事，無非先生規畫之效，何可以沒？」乃求予銘，即山刻石，以傳方來。其辭曰：「阿里山兮氣巃嵷，峰辣林欑兮自鴻蒙；劖險鑿幽兮道路通，斬伐大木兮下虛空。凌駕波濤兮至海東，靈宅人居兮棟梁隆；利澤博施兮衍無窮，皇化衣被兮殊類同；比益禹兮代天工，謂予不信兮來瞻斯功。」
京都帝國大學教授正四位勳三等文學博士鈴木虎雄譔竝書。

## 外部連結
- 國家文化資產資料庫 - 琴山河合博士旌功碑 （页面存档备份，存于）
- 碑陽、碑陰 （页面存档备份，存于） 國家圖書館「臺灣記憶」數位典藏網站 - 臺灣碑碣拓片